# ملکه مارها

### ناگینا (Nagina)

#### مقدمه
“ناگینا” یک فیلم هندی در ژانر فانتزی، اکشن و درام است که در سال 1986 به کارگردانی لامبیدرا (Lambodhar) ساخته شد. این فیلم به دلیل داستان جذاب و بازیگری قوی، به یکی از آثار کلاسیک سینمای هند تبدیل شده است. سری دیوی، بازیگر برجسته سینما، در این فیلم در نقش اصلی بازی کرده و نقش ناگینا، یک زن مار افسانه‌ای را به عهده دارد. این فیلم به‌ویژه به خاطر موسیقی متن و رقص‌های به یادماندنی‌اش شناخته می‌شود و تأثیر زیادی بر فرهنگ عامه و سینما گذاشته است.

#### داستان
داستان “ناگینا” حول محور شخصیت اصلی، ناگینا، می‌چرخد که یک ناگین (مار افسانه‌ای) است. این شخصیت در ابتدا به عنوان یک زن عادی در جامعه انسانی زندگی می‌کند. ناگینا عاشق مردی به نام ریشی می‌شود و در تلاش است تا زندگی عادی و خوشی داشته باشد. اما زندگی او به زودی با تهدیداتی روبه‌رو می‌شود که او را وادار به افشای هویت واقعی‌اش می‌کند.
ناگینا در تلاش برای محافظت از خانواده‌اش و انتقام از کسانی که به آن‌ها آسیب رسانده‌اند، با دشمنان خود روبه‌رو می‌شود. میهرا، شخصیت منفی داستان، به دنبال نابودی ناگینا و عشق اوست. در این راستا، داستان به کشمکش‌های عاطفی و مبارزات شدید بین نیروی خیر (ناگینا) و نیروی شر (میهرا و همدستانش) می‌پردازد.
در طول فیلم، صحنه‌های رقص و موزیک‌های جذاب به زیبایی داستان افزوده و تجربه تماشای فیلم را برای بینندگان جذاب‌تر می‌کند. داستان فیلم به‌طور کلی به موضوعات انتقام، عشق و مبارزه با نیکی و بدی می‌پردازد و پیام‌های عمیقی درباره قدرت عشق و فداکاری را به تصویر می‌کشد.

#### شخصیت‌ها و بازیگران
- سری دیوی در نقش ناگینا: ناگینا شخصیتی است که به عنوان یک زن مار افسانه‌ای شناخته می‌شود. سری دیوی با بازی در این نقش، توانایی‌های خود را در بازیگری و رقص به نمایش گذاشت و به یکی از بزرگ‌ترین ستاره‌های سینما تبدیل شد.
- ریشی کاپور در نقش ریشی: او عاشق ناگینا است و در تلاش است تا او را در برابر دشمنانش حمایت کند. ریشی کاپور با بازی در این نقش، به تصویر کشیدن احساسات عمیق و عشق واقعی را به خوبی انجام می‌دهد.
- آنوپم کهیر در نقش میهرا: میهرا شخصیت منفی داستان است که به دنبال نابودی ناگینا و عشق اوست. آنوپم کهیر با بازی در این نقش، تأثیرگذاری بالایی بر روی بینندگان می‌گذارد.
- امریش پوری: یکی از شخصیت‌های فرعی که در داستان نقش مهمی ایفا می‌کند و به خلق تنش‌های بیشتری در داستان کمک می‌کند.
- دیگر بازیگران: فیلم شامل بازیگران فرعی دیگری نیز می‌باشد که هر یک به پیشبرد داستان کمک می‌کنند.

#### تولید
فیلم “ناگینا” توسط کمپانی “ویشواشری فیلمز” تولید شد و موسیقی متن آن توسط دو آهنگساز معروف، لکشمیکانت-پیارل، ساخته شده است. این موسیقی شامل آهنگ‌های به یادماندنی است که در کنار صحنه‌های رقص سری دیوی، جذابیت بیشتری به فیلم می‌بخشند.
فیلمبرداری در لوکیشن‌های مختلف انجام شده و تلاش شد تا فضایی افسانه‌ای و جادویی برای داستان ایجاد شود. از جلوه‌های ویژه و تکنیک‌های فیلمبرداری جدید برای به تصویر کشیدن قدرت‌های ماورایی ناگینا استفاده شده است. این عوامل به خلق یک تجربه بصری جذاب و تاثیرگذار کمک کرده‌اند.

#### تأثیر و موفقیت
“ناگینا” به یکی از فیلم‌های پرفروش سال‌های 1980 تبدیل شد و موفقیت تجاری چشمگیری را به ارمغان آورد. این فیلم به دلیل داستان جذاب و بازیگری قوی، نه تنها در هند بلکه در سایر کشورهای آسیایی نیز مورد توجه قرار گرفت. سری دیوی به خاطر اجرای فوق‌العاده‌اش در این فیلم، تحسین‌های فراوانی را دریافت کرد و به عنوان یکی از بزرگ‌ترین ستاره‌های سینمای هند شناخته شد.
این فیلم تأثیر زیادی بر فرهنگ عامه گذاشت و به عنوان یک اثر کلاسیک در تاریخ سینما ثبت شد. بسیاری از منتقدان و تماشاگران، این فیلم را به عنوان یکی از بهترین فیلم‌های فانتزی هند می‌شناسند و به خاطر داستان و بازیگری آن تقدیر می‌کنند. به علاوه، “ناگینا” الهام‌بخش بسیاری از فیلم‌ها و سریال‌های تلویزیونی بعدی در ژانر فانتزی و اکشن شد و به نوعی باعث احیای ژانر مارها در سینمای هند گردید.

#### نقد و بررسی
نقدهای اولیه بر روی “ناگینا” به‌طور کلی مثبت بود. منتقدان به بازیگری سری دیوی، صحنه‌های رقص و موسیقی متن فیلم توجه ویژه‌ای داشتند. سری دیوی توانست با بازی در این فیلم، احساسات عمیق و تعهد خود به نقش را به نمایش بگذارد. رقص‌های او در فیلم به خصوص در صحنه‌های کلیدی، به یاد ماندنی شده و به عنوان یکی از نقاط قوت فیلم شناخته می‌شود.
برخی از منتقدان به جنبه‌های خاصی از داستان اشاره کردند و گفتند که ممکن است برخی از عناصر داستانی برای برخی بینندگان قابل پیش‌بینی باشد، اما به‌طور کلی، این موضوع نتوانست از جذابیت کلی فیلم بکاهد. همچنین، جلوه‌های ویژه فیلم و ترکیب آن با داستان، از دیگر نقاط قوت آن به شمار می‌آید.

#### نتیجه‌گیری
در نهایت، “ناگینا” نه تنها یک فیلم سرگرم‌کننده است، بلکه به عنوان یک اثر فرهنگی و هنری در تاریخ سینمای هند شناخته می‌شود. این فیلم با ترکیب داستانی جذاب، بازیگری قوی و موسیقی زیبا، توانسته است جایگاه ویژه‌ای در دل مخاطبان پیدا کند و به عنوان یک نمونه موفق از سینمای فانتزی هند به یادگار بماند.
“ناگینا” در طول سال‌ها به عنوان یک فیلم کلاسیک باقی مانده و همچنان مورد توجه نسل‌های جدید قرار می‌گیرد. این فیلم نه تنها یک نشان از قدرت و زیبایی سینمای هند است، بلکه به عنوان نمادی از عشق و فداکاری نیز در خاطرها باقی مانده است.